# Wyżni Kozi Staw
Wyżni Kozi Staw (słow. Vyšné Kozie pleso, niem. Oberer Gemsensee, węg. Felső-Zerge-tó) – nieduże jezioro (w Tatrach nazywane są one stawami) w słowackich Tatrach Wysokich, w najwyższej części Doliny Młynickiej. Znajduje się w jej północno-wschodniej odnodze, Kozim Kotle, u podnóży Szczyrbskiego Szczytu (2381 m), Młynickiej Przełęczy, Hlińskiej Turni (2340 m), Basztowej Przełęczy i Capich Turni (2364  m). Położone jest na wysokości 2109 m n.p.m.
Według pomiarów pracowników TANAP-u z lat 1961–67 staw miał powierzchnię 0,500 ha, rozmiary 150 × 75 m i głębokość 3,2 m. Według Wielkiej encyklopedii tatrzańskiej przy niskim stanie wód tworzą się dwa oddzielne Wyżnie Kozie Stawy (Vyšné Kozie plesá). Józef Nyka w swoim przewodniku pisze o dwóch Wyżnich Kozich Stawach.
Staw znajduje się daleko od szlaku turystycznego wiodącego dnem Doliny Młynickiej i nie jest dostrzegalny z doliny, słabo widoczny jest jedynie spod podejścia na Bystrą Ławkę.

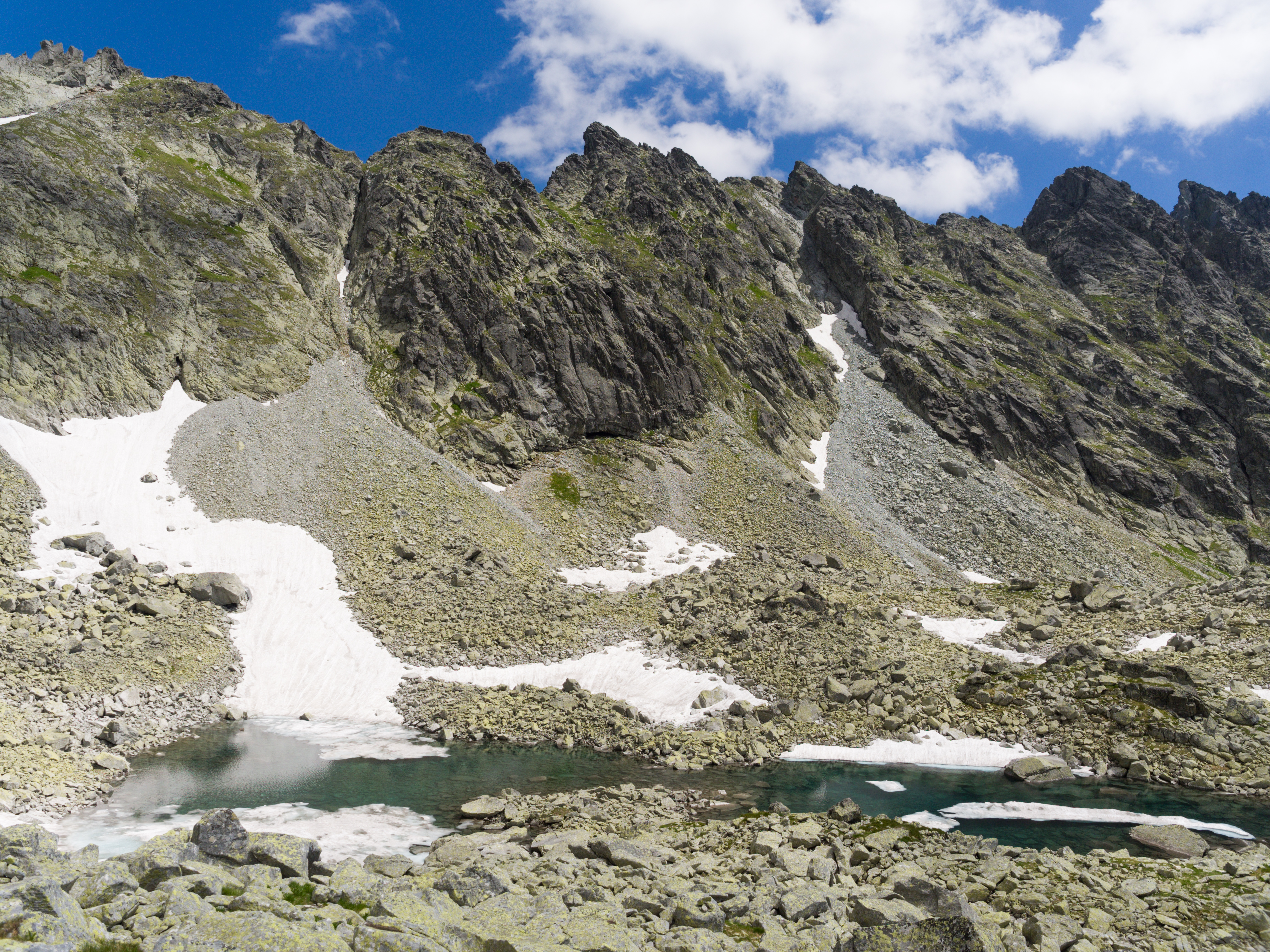
Wyżni Kozi Staw przy wysokim stanie wody